# Договоры и постановления прав и вольностей войсковых
«Договоры и постановления прав и вольностей войсковых» (западнорус. Договоры и постановленѧ правъ и волностей войсковыхъ) — соглашение, заключённое в 1710 году в Бендерах (Османская империя) беглыми и опальными сторонниками Ивана Мазепы с избранным ими на гетманство Филиппом Орликом. Документ регулировал отношения между гетманом и казацкой старшиной, выражая интересы последней. Являлся итогом борьбы малороссийской элиты против сильной гетманской власти и повторял традиции польского pacta conventa — избирательной капитуляции избранного польского монарха. По первоначальному замыслу документ должен был вступить в силу и быть ратифицированным королём Швеции Карлом XII в случае его победы в Северной войне, однако поражение Швеции сделало реализацию соглашения невозможной. Оригиналы документа хранятся в Национальном архиве Швеции (версия на латыни), в Российском государственном архиве древних актов (версия на западнорусском языке), копия — в Центральном государственном историческом архиве Украины в Киеве.

## Язык и название
Документ был составлен в двух экземплярах — на западнорусском языке и на латыни. В украинской историографии документ в отличие от оригинального западнорусского названия принято называть «Пактами и конституциями прав и вольностей Войска Запорожского» (укр. «Пакти й конституції законів і вольностей Війська Запорозького», калька с лат. «Pacta et Constitutiones legum libertatumque Exercitus Zaporoviensis»), а также «Конституцией Филиппа Орлика» («Конституція Пилипа Орлика») или «Бендерской конституцией» («Бендерська Конституція»). На латыни слово «constitutiones» в переводе на русский звучит как «постановления», или «конституции» (всегда во множественном числе). Данная терминология известна со времён римских императоров, встречалась в законодательных актах первых римских пап («Апостольские постановления») и других античных и средневековых документах, составленных на латыни, и не является признаком современной Конституции.
Полное название документа на западнорусском языке гласит: «Договоры и҆ постановленѧ правъ и҆ волностей войсковыхъ мѣжѝ Ꙗ҆́сне Велможнымъ Єго ми́лоⷭᲄю̈ Паномъ Фили́ппомъ Ѻⷬ҇ликомъ Новои҆збраннымъ войска Запорожского Гетманомъ и҆ межѝ Єнералними Ѻсобами Полковниками и҆ ти́мъже  Войскомъ Запорожскимъ сполною̈ з̾ ѻбои́хъ сторонъ ѻбрадою̈, ꙊТВЕРЖЕННЫЕ и҆ прѝ волной Єлекцїи фоⷬ҇малною̈ присꙗ́гою̈ ѿтогожь Ꙗ҆́сне Велможного Гетмана ПОТВЕРЖЕННЫЕ рокꙋ ѿ родⷤ҇ества Хрⷭ҇това ҂аѱ҃і, мцⷭ҇а Апри́лꙗ̈ днꙗ̈ є҃».
В современном русском варианте название документа звучит следующим образом: «Договоры и постановления прав и вольностей войсковых между Светлейшим его милостью господином Филлипом Орликом, новоизбранным гетманом Войска Запорожского, и между генеральными особами, полковниками и тем же Войском Запорожским, с обеих сторон полным согласием утверждённые и при свободном избрании формальной присягой от того же светлейшего гетмана подтверждённые года от Рождества Христова 1710, месяца апреля, дня 5».
В документе Орлика чередуются названия территории государства как Малая Россия и Украина. Территория определяется как «Малая Россия, отчизна наша» (статья 2), «Украина» (статья 14), а жители как «Народ Малороссийский», «Сыны Малороссийские». Киев именуется «стольным градом» и вместе с другими «украинскими городами» сохраняет все свои права (статья 13). В современных транскрипциях «народ малороссийский» заменён на «народ руський» или «народ український».

## Состав документа
Состоял из преамбулы и 16 статей.

### Преамбула
В преамбуле трактовалась история и путь становления казачества, история которого излагалась с позиций хазарской теории происхождения казаков, популярной среди антироссийски настроенной части казацкой старшины в XVII—XVIII веках. Целью данного мифа было удревнение происхождения казаков и его обособление от общерусской истории для легитимизации независимой государственности.
Удивления достойный и непостижимый Бог в своих приговорах, милосердный и беспредельно терпеливый, справедливый в наказаниях. Испокон века, ещё от создания этого видимого мира, Он одним державам и народам воздаёт на праведных весах Своего промысла, а других покоряет за грехи и беззаконие, одних неволит — других освобождает, одних возвеличивает — других повергает. Так и воинствующий прадавний казацкий народ, раньше званый хазарским, Господь сперва возвеличил рыцарским характером, просторными владениями и вечною славой. Тот народ своими упорными походами морем и сухопутью не только окружающие племена, а и самую Восточную империю (Византия) потрясал таким страхом, что восточный император, стремя жить с ним в мире, заручился прочной супружеской связью с его главой — нарёк своему сыну дочь кагана, а именно князя казаков…

### Основные положения статей

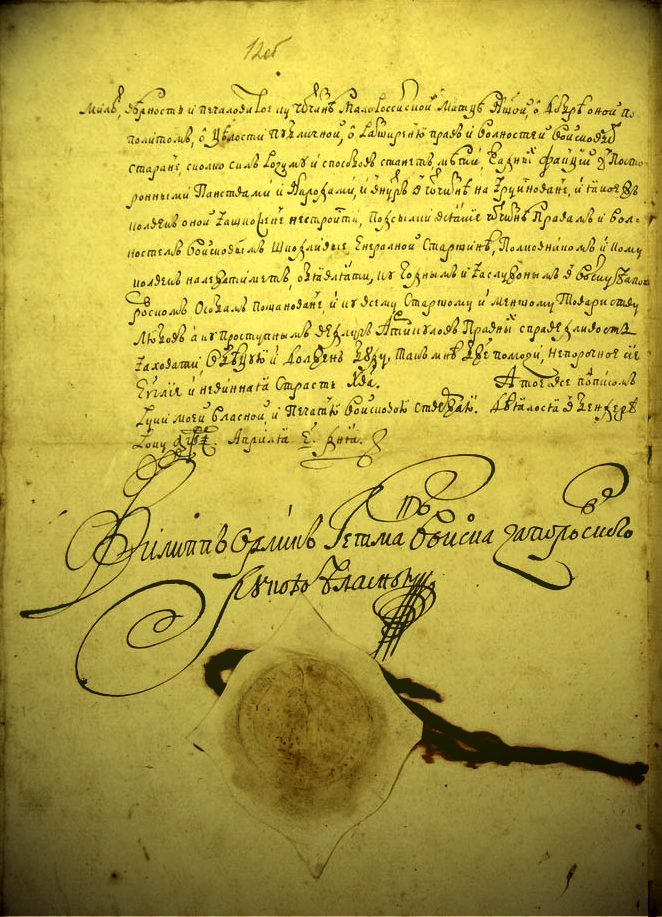
Последняя страница с подписью Орлика и печатью

Провозглашались независимость Малой России от Российского царства и Речи Посполитой, а также постоянный союз с Крымским ханством и покровительствовавшей ему Османской империей. При этом оговаривался вечный протекторат Швеции над Гетманщиной:
Должен также светлейший гетман после успешного окончания, дай Бог, войны просить у королевского величества шведского такого трактата, чтобы его величество и его наследники, светлейшие короли шведские, титуловались постоянными протекторами Украины и оставались такими на самом деле для большей мощности Отчизны нашей и для сохранности её целостности в предоставленных правах и границах.
Территория Войска Запорожского определялась согласно Зборовскому договору 1649 года.
Дела о нанесении вреда гетману рассматривал Генеральный суд, в дела которого гетман не имел права вмешиваться. Казна и госимущество были в ведении Генерального подскарбия. На содержание гетмана выделялись отдельные земли.
Гетман обязывался защищать всё население от чрезмерных налогов и повинностей, помогать вдовам и сиротам.
Документ требовал вновь подчинить Киевскую митрополию Константинопольскому патриархату. Запрещалось присутствие иноверцев, иностранцев, прежде всего «зловерие жидовское».

## Гарантии соблюдения документа
Гарантировал соблюдение документа сюзерен Карл XII.

## Оригинал
Оригинал документа на западнорусском языке хранится в Российском государственном архиве древних актов (РГАДА). Предположительно, он изначально хранился у запорожцев, часть из которых вернулась из эмиграции. В конце XVIII века, после расформирования Гетманщины, документ был, по косвенным данным, передан графу Платону Зубову. В 2008 году его обнаружили сотрудники Центрального государственного исторического архива Украины. Вместе с оригиналом «Договоров и постановлений» был найден подтверждающий диплом Карла XII на избрание Филиппа Орлика гетманом. Аутентичность этих документов подтверждается собственноручной подписью Филиппа Орлика и печатью Войска Запорожского на розовом воске с красной лентой, а также собственноручной подписью Карла XII на подтверждающем дипломе и месте, где ранее находилась королевская печать (не сохранилась). Латиноязычная копия, найденная при раскопках, хранится в Национальном архиве Швеции.

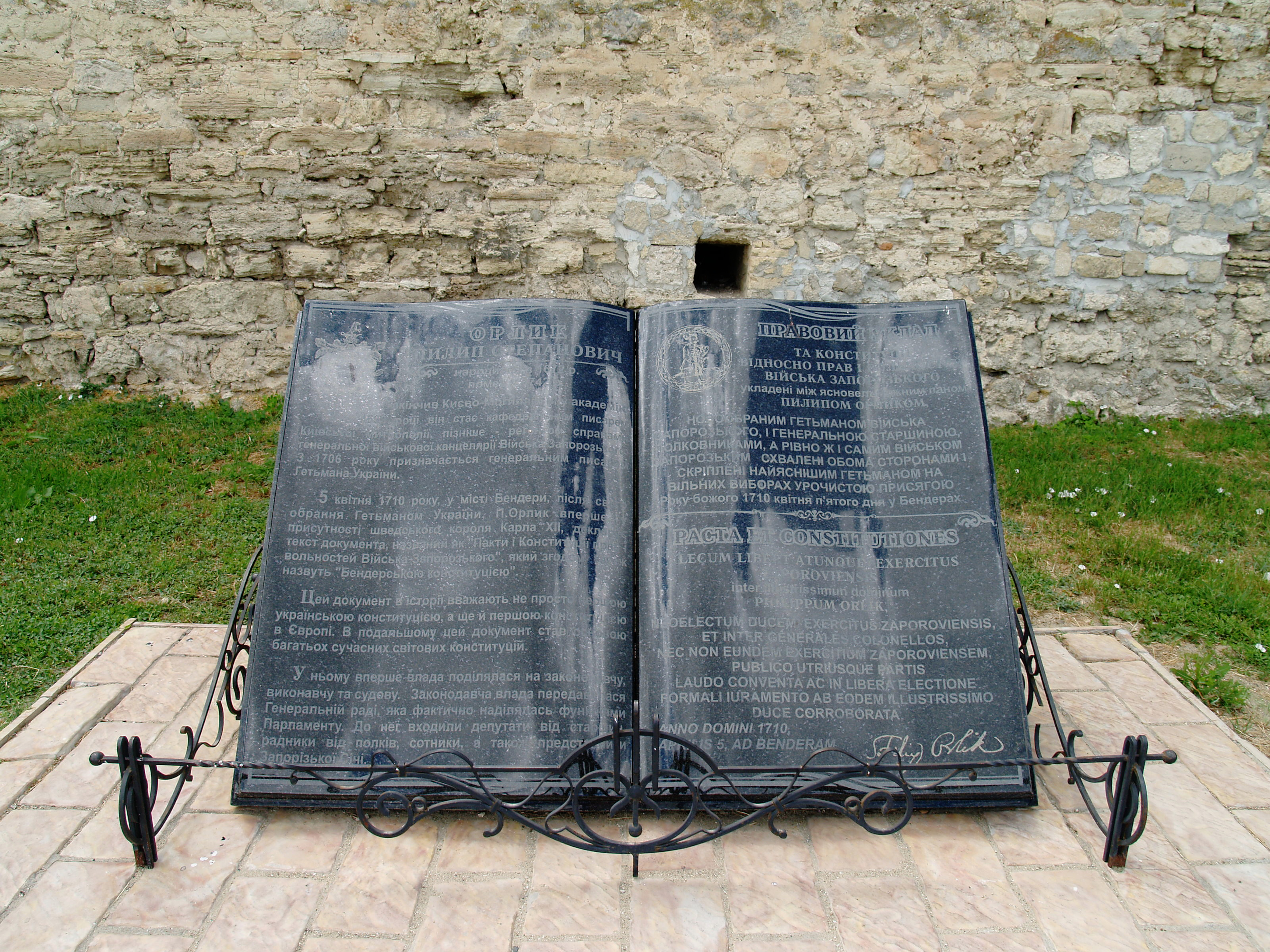
Памятник Конституции Филиппа Орлика в Бендерской крепости

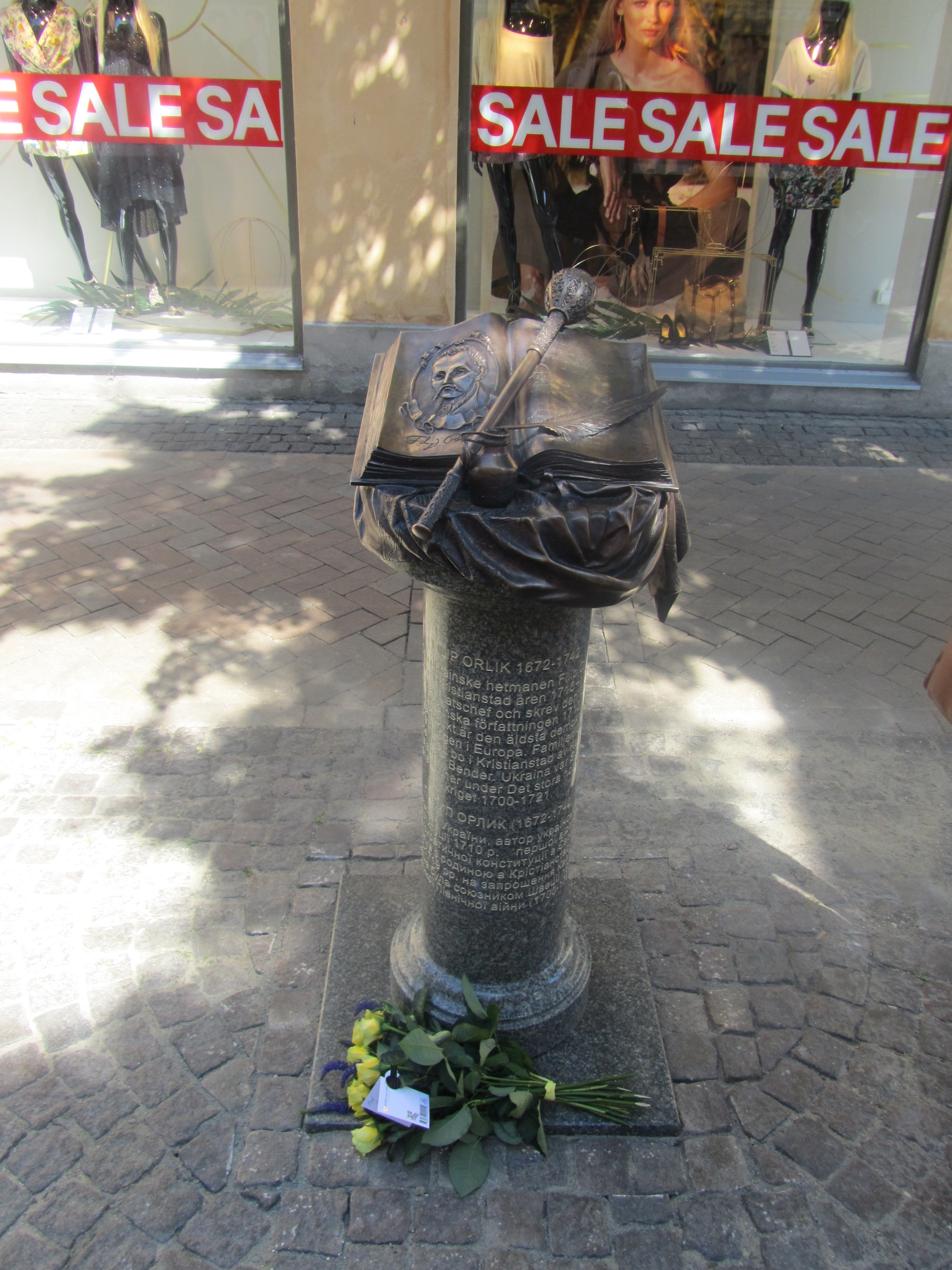
Памятный знак Конституции Филиппа Орлика г. Кристианстад, Швеция. 2011 год. Скульпторы: Борис Крылов, Олесь Сидорук

## Современные оценки
Данный документ некоторые украинские политики называют «первой современной конституцией» и «основой многих мировых конституций». Хронологический приоритет в мифологизации «конституции» Орлика иногда отдают Ильку Борщаку. В то же время учёный Омельян Прицак считал этот документ первой конституцией Украины.

## Память
- 9 апреля 2010 года на территории Бендерской крепости в Приднестровье был установлен памятник Конституции Филиппа Орлика.[11][12]
- 29 июня 2011 года в городе Кристианстад, Швеция состоялось торжественное открытие памятника и мемориальной доски, посвящённой Конституции Филиппа Орлика. Открытие было приурочено к 300-й годовщине Конституции Филиппа Орлика и 15-й годовщине современной Конституции Украины. Открытие мемориальной доски на здании, в котором в 1716—1719 годах проживал Орлик, инициировано посольством Украины в Швеции. Авторы памятника и мемориальной доски Борис Крылов и Олесь Сидорук.
- 28 июня 2022 года в день Конституции президент Украины Владимир Зеленский сообщил о намерении передать в школы десятки тысяч копий конституции Орлика, переведённых с латыни на украинский язык.[13]